# 10017 Jaotsungi
10017 Jaotsungi è un asteroide della fascia principale. Scoperto nel 1978, presenta un'orbita caratterizzata da un semiasse maggiore pari a 2,1859521 UA e da un'eccentricità di 0,1465460, inclinata di 9,09079° rispetto all'eclittica. È dedicato al pittore, sinologo e calligrafo cinese Jao Tsung-i.